# Chobata
Chobata là một chi bướm đêm thuộc họ Noctuidae.